# میرآب

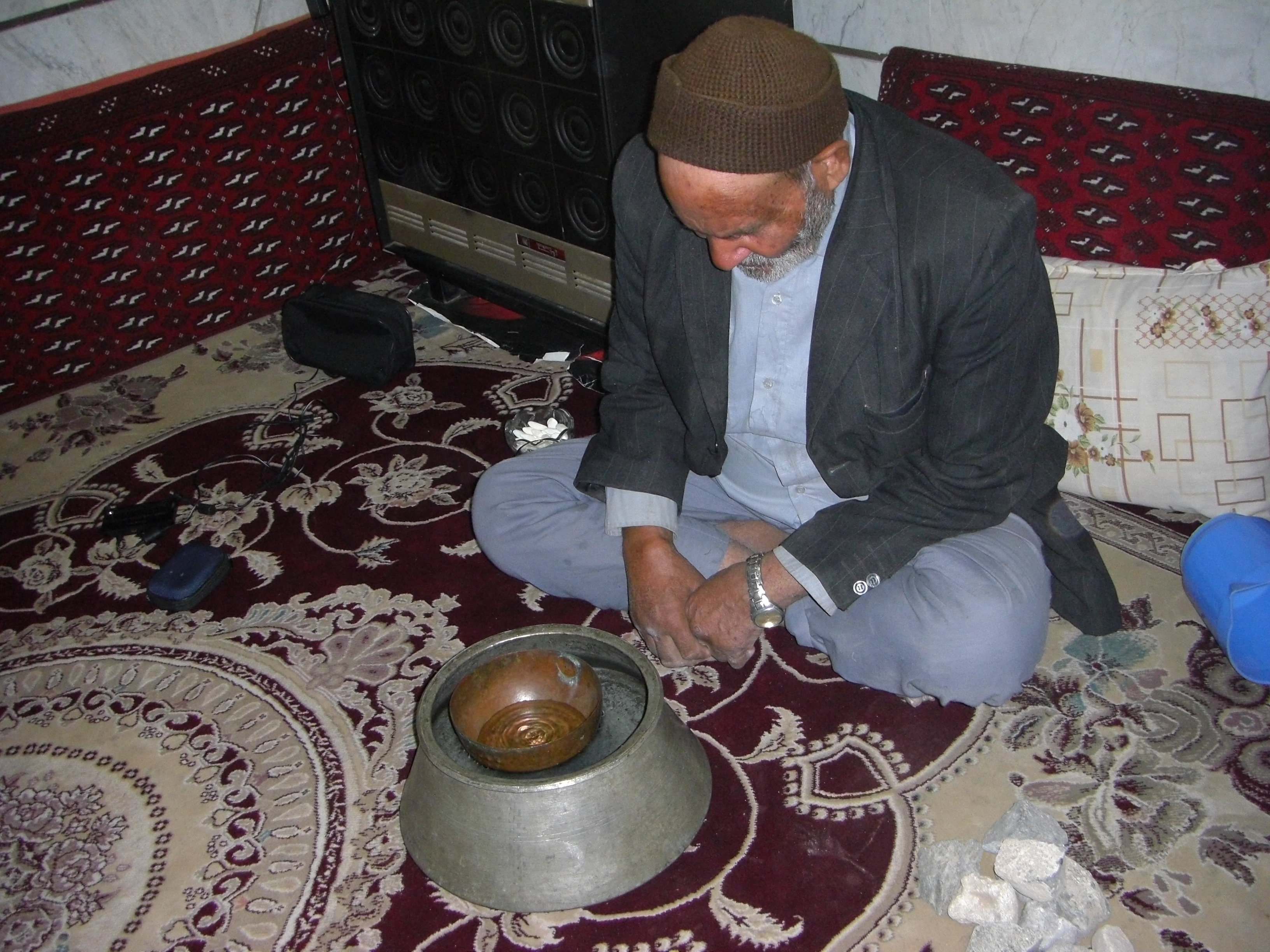
بازسازی مدیریت ساعت آبی زیبد توسط میرآب واقعی

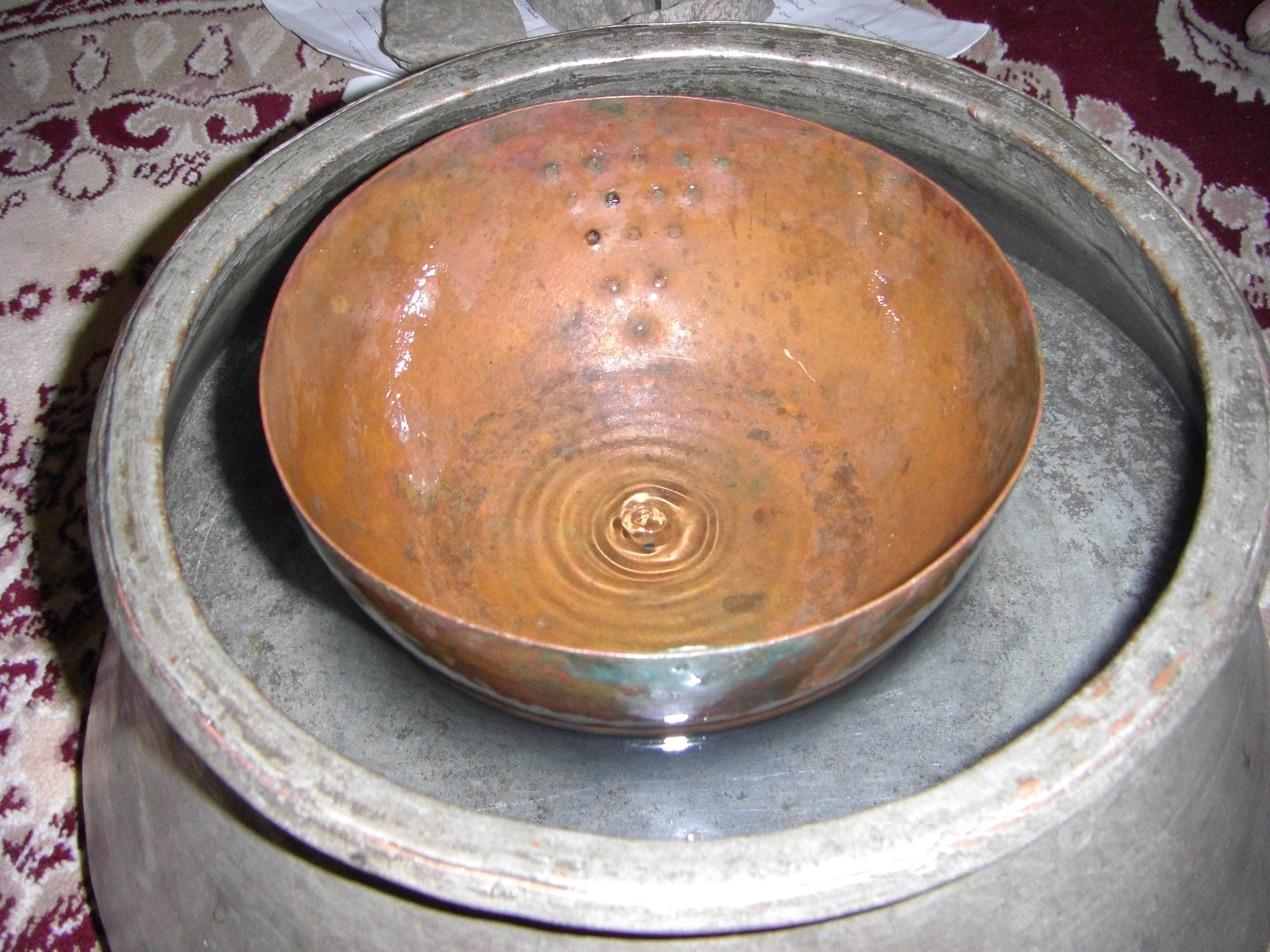
فنجان یا ساعت آبی قنات زیبد

میر آب یعنی امیر آب یا رئیس آب در واقع میر آب مدیر و محاسبه گر زمان و ساعت آبی و تقسیم گر عادلانه و تعیین زمان تحویل دادن آب قنات به افراد بوده است. شغل میرآب ممکن است به‌طور وراثتی باشد یا انتخابی اما از آنجا که حساب و کتاب و دانستن زمان سهام کار ساده‌ای نبوده است میرآب به‌طور دایمی به این شغل ادامه می‌داده است ولی دستمزد وی را سهامداران قنات در پایان سال یا نوروز تعیین می‌کرده‌اند.
آبیار و تقسیم‌کننده را میرآب می‌گفتند. میرآب در خانه‌فنجان (محلی که تقسیم آب صورت می‌گرفته) می‌نشست و بنابر ابزاری (دیک وفنجان) که در اختیار داشت، آب کشاورزی را تقسیم می‌کرده و دستمزد خودش را هم از سهم آب قنات برمی‌داشت. از ابتدای کشف قنات، تعیین زمان و تقسیم عادلانه آب بین سهامداران توسط میرآب و با ابزار ساعت آبی یا فنجان انجام می‌شده است. ساعت آبی از کاسه یا فنجان (دقیقه‌شمار)، دیگ پر از آب، سنگ‌های کوچک یا تشله، محاسبه‌گر انسانی یا میرآب و محل استقرار که به آن خانه فنجان می‌گفتند و میرآب به‌طور دایمی در آن استقرار داشت، تشکیل می‌شده است.
فنجان یک کاسه مسی کوچک با روزنه‌ای در وسط آن است و چند درجه یا علامت عددی در بدنه داخلی آن که بر روی آب‌های یک دیگ بزرگ قرار می‌گیرد. این وسیله برای تعیین دقیق زمان استفاده از آب قنات و تقسیم عادلانه زمان توزیع سهم هریک از سهامداران اختراع شده است، اما بعدها کاربردهای دیگری پیدا کرد و برای تعیین بزرگترین روز سال، طولانی‌ترین شب و روز و تعیین اوقات شرعی در دوره اسلامی بکار برده می‌شد. 